# Промисловий (Черкаси)
Промисловий — мікрорайон, який знаходиться на півдні міста Черкаси.

## Межі
Межами Промислового мікрорайону є вулиця Попівка на півдні, межами Черкаської ТЕЦ та Азоту на сході, залізницею від залізничної зупинки Заводська до підприємства «Азот» на півночі та від Кладовища № 6 до Нового Кладовища села Хутори на заході.